# NGC 2899
NGC 2899は、南天のほ座にある約4,500 光年離れた惑星状星雲。
この星雲は、1835年2月27日に、ジョン・ハーシェルによって発見された。双極性の構造を持っており、おそらく中心部に位置する連星の相互作用が影響しているとされる。進化的に進んだ段階にある星雲であり、観測された膨張速度は、Hα輝線において43 km/s、[N ii] 輝線において56 km/s。特に速い部分では、北西部の領域で110 km/s、赤道付近の濃縮領域で130 km/sにもなる。中心星の温度は摂氏約2万2,000度、質量は最大で太陽の約1.2倍と推定されている。
この星雲は四方向に放射状に広がる大きな空洞（キャビティ）の中に存在している。空洞の大きさは14 パーセク×11 パーセクで、位置角37°±5°に沿って北東から南西にかけて伸びており、これは星雲の短軸と一致する。この空洞は惑星状星雲が形成される前、中心星が漸近巨星分枝（AGB）段階にあった頃に放出した、高速の恒星風によって作られたとされる。

## ギャラリー

チリ北部に設置されたESOが運用する超大型望遠鏡VLTが撮影したNGC 2899

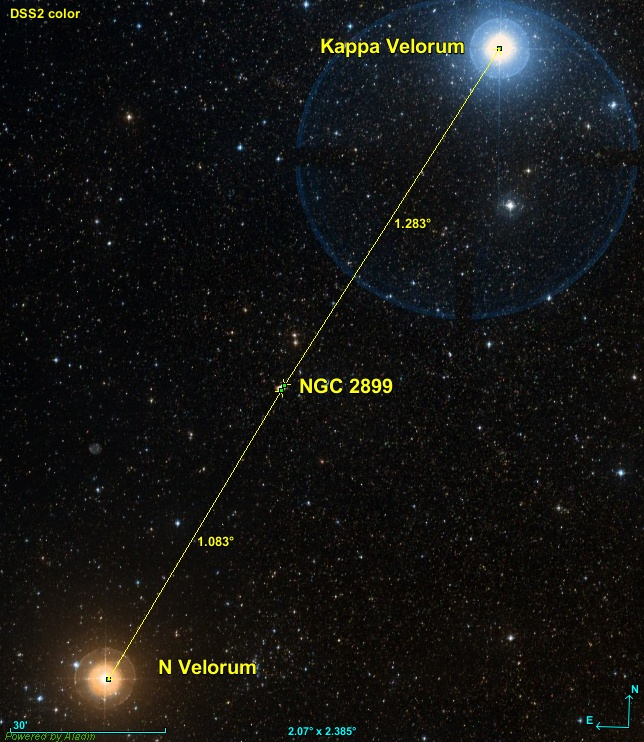
NGC 2899の位置。Kappa Velorum（バイエル符号はκ）は2等星のほ座カッパ星、N Velorumは3等星のほ座N星